# Cimetière de Belleville
Het cimetière de Belleville is een Parijse begraafplaats en ligt in de wijk Saint-Fargeau op de hoek van de rue de Belleville en de rue du Télégraphe in het 20e arrondissement van Parijs.

## Geschiedenis
De begraafplaats bevindt zich op het hoogste punt van Parijs (128,64 m). Historisch gezien maakte deze plek deel uit van het bezit van de familie Le Peletier de Saint-Fargeau, die sinds 1695 een landgoed van ongeveer 50 hectare op de heuvel bezat. De locatie werd van 1790 tot 1798 gebruikt voor experimenten met een optische telegraaf door Claude Chappe, wat wordt gememoreerd op een gedenkplaat rechts van de hoofdingang.
Na verschillende fasen van splitsing en verkoop van de eigendommen werd uiteindelijk in 1841 een begraafplaats in gebruik genomen om het hoofd te bieden aan de verzadiging van de verschillende begraafplaatsen van de voormalige Saint-Jean-Baptiste-kerk in Belleville. Het was aanvankelijk de begraafplaats van de gemeente Belleville, maar bij de annexatie van de gemeente in 1860 werd hij bij de stad Parijs gevoegd.

## Bekende personen die hier liggen begraven
- Léon Gaumont (1864-1946), filmpionier
- Charles Houvenaghel (1878-1966), Belgisch akoesticus
- Camille Bombois (1883-1970), schilder
- Pierre Cochereau (1924-1984), organist
- Suzy Prim (1895-1991), actrice